# Józef Boguski

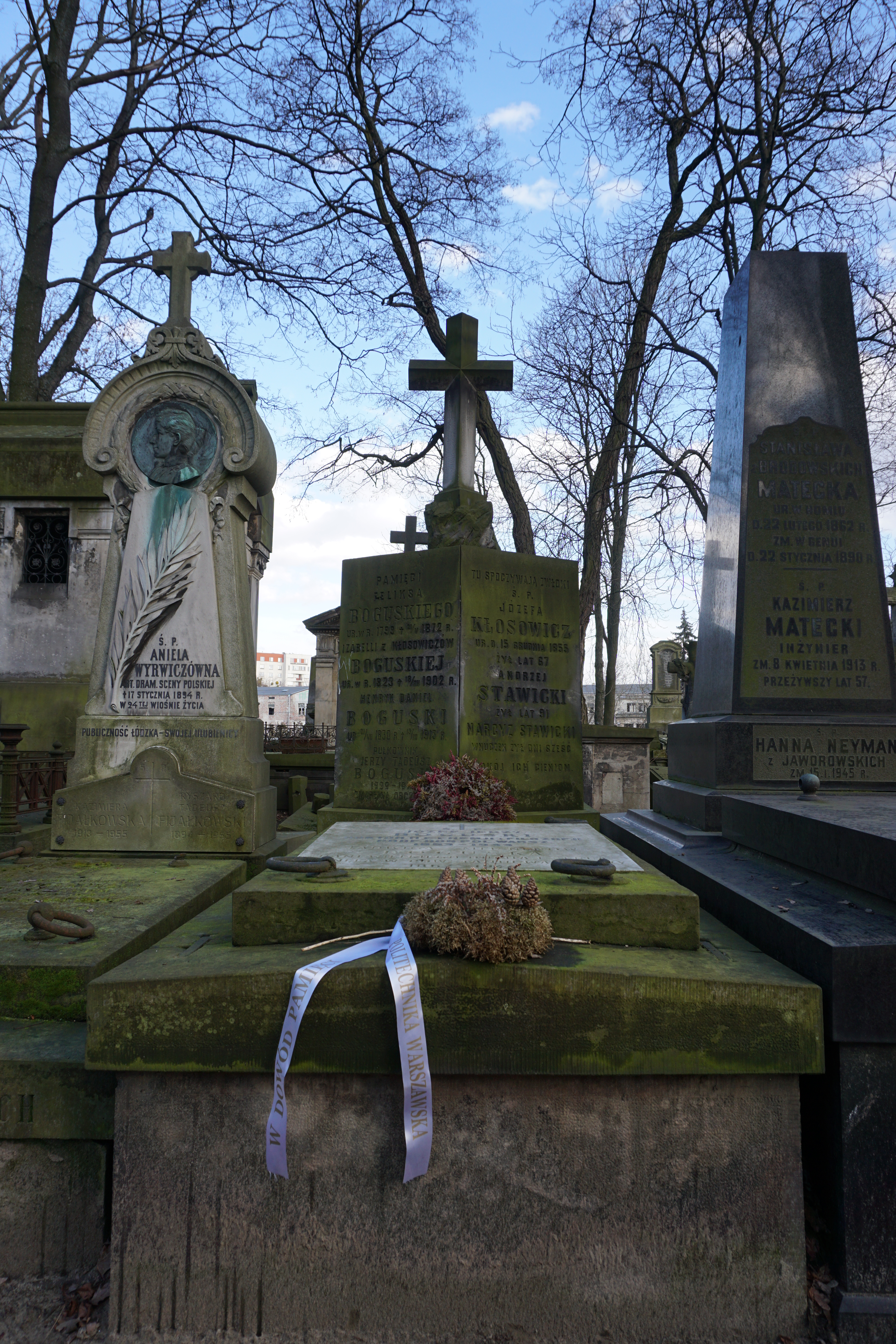
Grób Józefa Boguskiego na cmentarzu Powązkowskim

Józef Jerzy Boguski (ur. 7 września 1853 w Warszawie, zm. 18 kwietnia 1933 tamże) – polski chemik, profesor Politechniki Warszawskiej.

## Życiorys
Urodził się w rodzinie Henryka Daniela, kupca, publicysty, powstańca styczniowego, oraz Izabelli Łucji z Kłossowiczów. Był bratem ciotecznym Marii Skłodowskiej-Curie. W 1871 r. ukończył rządowe gimnazjum realne. Wstąpił na Wydział Matematyki i Fizyki Cesarskiego Uniwersytetu Warszawskiego, po ukończeniu którego w 1875 uzyskał stopień kandydata nauk przyrodniczych. W 1876 r. został asystentem D. Mendelejewa w pracowni chemicznej Uniwersytetu Petersburskiego, przy Katedrze Chemii Nieorganicznej. W 1878 r. powrócił do Warszawy. W latach 1883–1984 wykładał chemię w rządowej szkole realnej. Nauczał chemii i fizyki w szkole realnej Jana Pankiewicza (do 1896) oraz w innych szkołach prywatnych, m.in. w Średniej Szkole Mechaniczno-Technicznej M. Mittego (1895–1905). 
W 1899 r. uzyskał stopień magistra na uniwersytecie w Kazaniu. Był wykładowcą Uniwersytetu Latającego. W latach 1900–1905 i 1908–1914 wykładał w Instytucie Politechnicznym im. Cara Mikołaja II w Warszawie. 
Po wybuchu I wojny światowej, w 1915 przeniósł się do Moskwy. W 1916 w Mińsku pracował w Związku Ziemiańskim i w Czerwonym Krzyżu, działając w pracowni chemiczno-bakteriologicznej. Ponadto kierował polskim gimnazjum w Mińsku Litewskim, a także brał udział w zakładaniu Polskiej Macierzy Szkolnej. W 1917 przeniósł się do Niżnego Nowgorodu i został mianowany profesorem nadzwyczajnym technologii chemicznej Instytutu Politechnicznego.
W 1918 r. powrócił do Warszawy i podjął pracę w Ministerstwie Spraw Wojskowych w dziale obrony przeciwgazowej oraz zorganizował pracownię chemiczną Departamentu Artylerii. W 1920 r. został mianowany profesorem honorowym technologii chemicznej na Wydziale Chemii Politechniki Warszawskiej. Wykładowca chemii nieorganicznej na Wydziale Przyrodniczym (1912–1918) oraz chemii na Wydziale Technicznym (1909–1916) Towarzystwa Kursów Naukowych w Warszawie. W latach 1906–1914 był także członkiem TKN.
Przeprowadził pionierskie badania z kinetyki chemicznej. Podał tzw. „Regułę Boguskiego”, dotyczącą szybkości rozpuszczania się substancji stałych w cieczach.
W 1926 r. Uniwersytet Jagielloński oraz Politechnika Warszawska przyznały mu tytuł doktora honoris causa. Dekretem z 2 maja 1922 r. został odznaczony Krzyżem Oficerskim Orderu Odrodzenia Polski.
Zmarł w Warszawie, pochowany na cmentarzu Powązkowskim (kwatera 161-6-5).

## Członkostwa
- Akademia Nauk Technicznych (członek)
- Polskie Towarzystwo Chemiczne (członek honorowy)
- Towarzystwo Naukowe Warszawskie (współzałożyciel i członek)[3]
- Towarzystwo Fotograficzne Warszawskie (współzałożyciel, członek Zarządu, członek honorowy)[9]

## Literatura dodatkowa
- Tadeusz Estreicher: Boguski Józef. W: Polski Słownik Biograficzny. T. 2: Beyzym Jan – Brownsford Marja. Kraków: Polska Akademia Umiejętności – Skład Główny w Księgarniach Gebethnera i Wolffa, 1936, s. 201–202. Reprint: Zakład Narodowy im. Ossolińskich, Kraków 1989, ISBN 83-04-03291-0.